# Kai Eide
Kai Aage Eide, född 28 februari 1949 i Sarpsborg, är en norsk diplomat och tidigare politiker (H). Han har en lång diplomatisk karriär, med internationell säkerhetspolitik och krishantering som arbetsfält, i tjänster för Norge, FN och NATO. Eide har varit ambassadör vid ett antal norska beskickningar, och var Norges ambassadör vid OSSE 1998–2002 och för NATO 2002–2006, samt FN:s specialutsände till Afghanistan 2008–2010. Eide är en flitig skribent och har varit mycket anlitad som föredragshållare. Han var länge politiskt aktiv i Høyre, bland annat som statssekreterare för Jan P. Syse 1989–1990, men är i dag medlem i Arbeiderpartiet.

## Bakgrund och yrkeskarriär

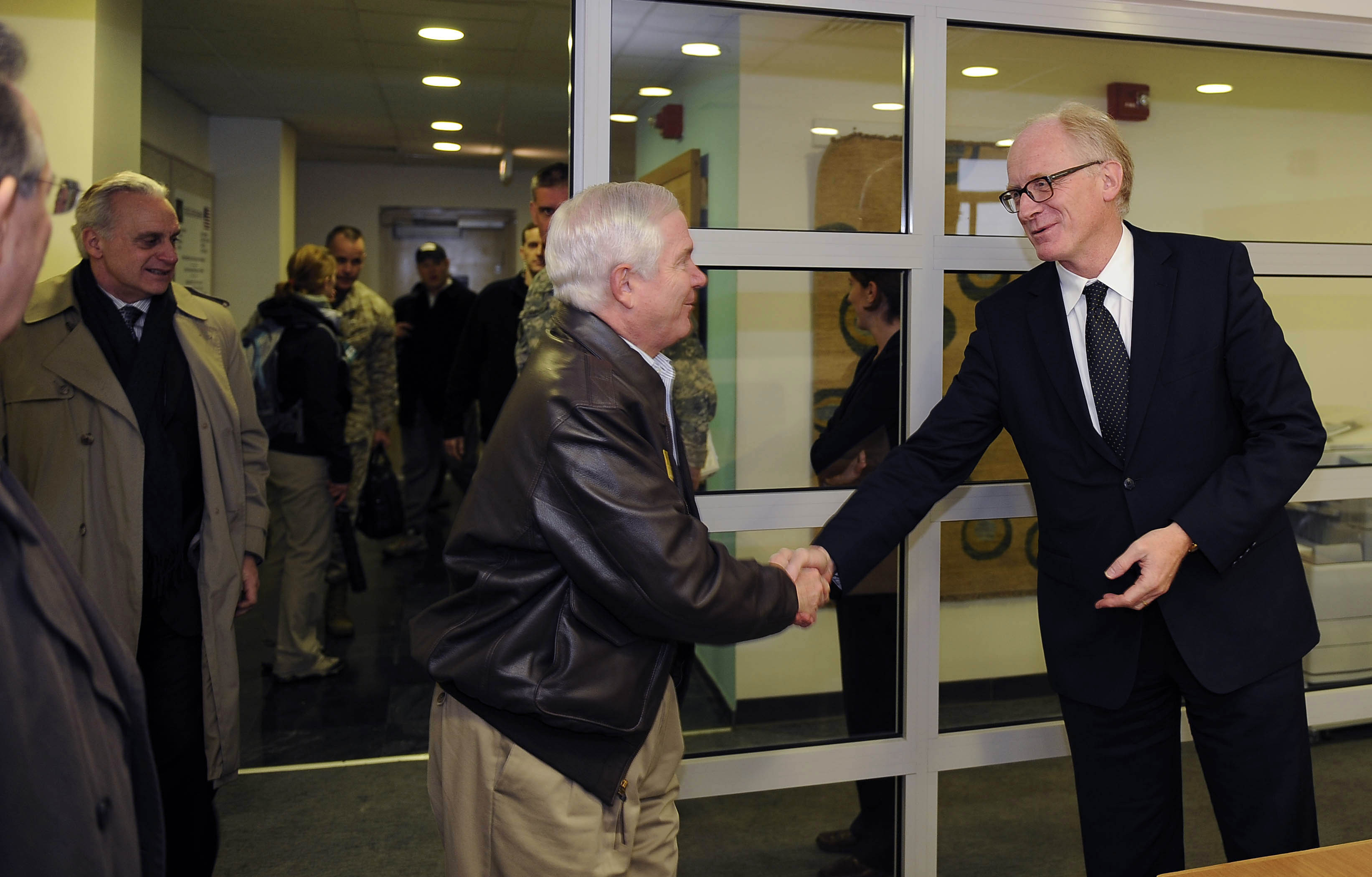
Eide med Robert Gates 2009.

Eide föddes i Sarpsborg 1949 som son till löjtnant Knut Aage Hansen (1911–1970) och sjuksköterskan Ella Margareth Eide (1903–1997). Han var gift med läraren Mariane Bing 1976–1989. Sedan 2004 är han gift med NRK-journalisten Gro Holm. Eide växte upp i Fredrikstad och Ski, och är idag bosatt i Lommedalen i Bærum.
Han har examen artium från Ski gymnasium från 1967, och är cand.mag. i franska, internationell rätt och statsvetenskap från Universitetet i Oslo sedan 1976. Han hade flera avbrott under studietiden på grund av sitt politiska arbete för Høyre.
1975 blev han aspirant i Utenriksdepartementet, och var vidare ambassadsekreterare i Bern och senare i Prag. Han var medlem i Norges delegation till Konferensen för säkerhet och samarbete i Europa (KSSE) vid dennas nästan 10 månader långa möte i Belgrad 1977–1978 och delegat vid KSSE:s möte i Madrid i sex månader 1980–1981. Efter två år i Utenriksdepartementet började Eide att arbeta för NATO i Bryssel, där han var 1. ambassadsekreterare för den norske delegationen 1984–1987 och assisterande direktör för sekretariatet till NATO:s generalsekreterare (respektive Manfred Wörner och Peter Carington) 1984–1989. Under en period 1989 var Eide byråchef i Utenriksdepartementet, 1990 kom han tillbaka till departementet som en del av utrikesminister Thorvald Stoltenbergs sekretariat, och 1991 var Eide specialrådgivare på Statoils planavdelning.
Eide var vidare ministerråd vid Norges delegation till NATO 1991–1993, rådgivare och ställföreträdare för FN-fredsmäklare Thorvald Stoltenberg i det tidigare Jugoslavien 1993–1995, ledare för FN:s operation i Bosnien och Hercegovina 1997–1998, Norges ambassadör till OSSE i Wien 1998–2002, Norges ambassadör till NATO i Bryssel 2002–2006 och politisk direktör i Utenriksdepartementet 2006–2008. Han var FN:s specialutsände i Afghanistan från 7 mars 2008 innan han ersattes av Staffan de Mistura 1 mars 2010. Eide var även FN:s specialutsände i Kosovo för dåvarande generalsekreterare Kofi Annan 2004 och 2005. Eides rapporter därifrån la grunden till den politik FN:s säkerhetsråd beslutade sig att följa.
Eide blev 2014 utnämnd till ambassadör i Stockholm.

## Politiskt arbete
Eide var tidigare aktiv i Høyre och arbetade för partiet fram till mitten av 1970-talet, bland annat som personlig rådgivare för Høyre-förmannen Erling Norvik. Fram till 1975 var han också medlem av Unge Høyres centralstyrelse. Han var också engagerad i arbetet för norskt EU-medlemskap och jobbade därför för Haakon Lie i Europabevegelsen. Han var statssekreterare för internationella frågor vid Statsministerns kontor i Regeringen Syse 1989–1990 och vice ledare i Europabevegelsen 1991.
Före stortingsvalet 1993 var det på tal att han skulle bli miljöpolitisk talesman, miljöminister eller handelsminister om Høyre blev valvinnare. Arbeiderpartiet behöll emellertid regeringsmakten och Eide blev inte invald till Stortinget. Han var förste suppleant till Stortinget från Akershus 1993–1997, och mötte totalt fem dagar i Stortinget. Han var Jan Petersens hårdaste rival om befattningen som partiledare i Høyre efter att Kaci Kullmann Five avgått 1994, och påstods vara en av Kullmann Fives egna favoriter till befattningen vid sidan av Petersen och Per-Kristian Foss.

## Utmärkelser
Sedan 1998 är Kai Eide kommendör av Sankt Olavs orden. 